# Dorogowok
Dorogowok is een bestuurslaag in het regentschap Lumajang van de provincie Oost-Java, Indonesië. Dorogowok telt 3437 inwoners (volkstelling 2010).